# Delia Derbyshire
Delia Ann Derbyshire (født 5. maj 1937, død 3. juli 2001) var en engelsk musiker og komponist, som var en pioner indenfor elektronisk musik. Hun arbejde i 1960'erne for BBC i deres Radiophonic Workshop, hvor der blev arbejdet med musik til programmer osv. Hun er i dag mest kendt for at være komponisten bag temamelodien til Doctor Who fra 1963.